# Любовна залежність

Священна любов проти непристойної любові (1602–03) Джованні Багліоне.

Любовна залежність — запропонована модель патологічної поведінки, пов'язаної з пристрастю, яка включає почуття закоханості та романтичного кохання. Медичний огляд пов'язаної поведінки у тварин і людей прийшов до висновку, що поточні медичні дані не містять визначень або критеріїв моделі залежності для любовної залежності, але є повідомлення про схожість із залежністю від речовин, таких як ейфорія та бажання в подразниках (наркотичне сп'яніння), а також ангедонія та негативний рівень настрою при відсутності подразників (відміна наркотиків), нав'язливі думки про це та ігнорування несприятливих наслідків. У «Діагностичному та статистичному посібнику з психічних розладів» (Diagnostic and Statistical Manual of Mental Disorders - DSM), збірнику психічних розладів і діагностичних критеріїв, опублікованому Американською психіатричною асоціацією, ніколи не згадувалося про любовну залежність.
Медичні дослідження любовної залежності все ще тривають, і досі науково не підтверджено, чи є це залежністю чи ні.

## Історія
Сучасна історія концепції любовної залежності — ігноруючи такі попередники, як вислів Роберта Бертона про те, що «продовжене кохання — це звичайне божевілля» — поширюється на перші десятиліття ХХ століття. Дослідження Фрейдом людини-вовка підкреслило «його схильність до компульсивних нападів фізичного закоханості». … нав'язливу закоханість, яка виникала і зникала раптово. Шандор Радо, який у 1928 році вперше популяризував термін «любовна залежність» — «людина, чиї потреби у більше любові, допомоги, підтримки зростають так швидко, як розчаровані люди навколо неї намагаються заповнити те, що є, по суті, жахлива і незадовільна внутрішня порожнеча». Навіть Серен К'єркегор у «Творах кохання» сказав: «Спонтанна [романтична] любов робить людину вільною і в наступну мить залежною. …спонтанне кохання може стати нещасливим, може дійти до відчаю».
Однак лише в 1970-х і 1980-х роках ця концепція вийшла на перший план. Стентон Піл своєю книгою 1975 року «Любов і залежність» майже мимоволі відкрив двері до темиі; але (як він пізніше пояснив), хоча ця робота була задумана як «соціальний коментар про те, як наше суспільство визначає та формує інтимні стосунки … весь цей соціальний вимір було видалено, а увагу до любовної залежності було скеровано в напрямку розгляду її як індивідуальної психопатології, яка піддається лікуванню». У 1976 році програма «12 кроків» Анонімних наркозалежних від сексу та кохання (Sex and Love Addicts Anonymous, SLAA) почала проводити щотижневі зустрічі на основі Анонімних Алкоголіків. У 1986 році вони опублікували свій Основний текст «Анонімні наркозалежні від сексу та кохання», в якому обговорювали характеристики любовної та сексуальної залежності та лікування від них. Станом на кінець 2012 року кількість членів SLAA зросла приблизно до 16 000 членів у 43 країнах. У 1985 році книга Робіна Норвуда «Жінки, які кохають до нестями» популяризувала концепцію любовної залежності для жінок. У 2004 році була створена програма спеціально для залежних від кохання — Love Addicts Anonymous. З тих пір варіації динаміки любовної залежності отримали подальшу популярність у 1990-х і 2000-х роках кількома авторами.

## Культурні приклади
- Кажуть, що в «Шпигуні в домі кохання» героїня Сабіна бачила свої «любовні тривоги як такі, що нагадують тривоги наркоманів, алкоголіків, азартних гравців. Той самий непереборний імпульс, напруга, примус, а потім депресія, що настає після підкорення імпульсу».[10] У результаті її згодом описали як «почуття „залежної від кохання“, поневоленої обсесивно-компульсивними моделями поведінки».[11]
- Пелем Ґренвіль Вудгауз у романі «Неповторний Дживз» показує «персонажа на ім'я Бінго, який приблизно на кожній третій сторінці зустрічає нову чудову жінку, яка врятує йому життя і є кращою за будь-яку жінку, яку він коли-небудь зустрічав, а потім, звісно ж, зазнає поразки… новий сплеск життя, але він не триває довго».[12]
- Св. Августин — «тоді я прибув до Карфагена, де котел нечестивих кохань співав у мої вуха»[13] — був інтерпретований як "по суті, те, кого можна назвати «любовною залежністю», з тривожною схильністю «вкладати всього себе у відносини і „забути себе“ в інтенсивності своєї прихильності».[14]
- «Пишнота в траві» [і поема, і фільм] розповідають про любовну залежність Наталі Вуд, яка потрапила до психіатричної лікарні після того, як її покинув хлопець.

«Яке сяйво, яке колись було таким яскравим.
Тепер назавжди зникне з моїх очей.
Хоча ніщо не може повернути час
пишноти в траві, слави в квітці;
ми не будемо сумувати, а знайдемо силу в тому, що залишилось позаду, в первісній симпатії, яка була і повинна бути;
в заспокійливих думках, що приходять навесні.
З людських страждань;
у вірі, яка дивиться крізь смерть;
у роки, які приносять філософський розум.»
– Вільям Вордсворт

## Подальше читання
Книги
- Love and Addiction by Stanton Peele, PhD. (New American Library, 1975) ISBN 978-99912-2-557-9
- Sex and Love Addicts Anonymous: The Basic Text for the Augustine Fellowship (Augustine Fellowship, 1986) ISBN 978-0-9615701-1-8
- Women, Sex, and Addiction: A Search for Love and Power by Charlotte Davis. (William Morrow Paperbacks, 1990) ISBN 978-0-06-097321-6
- When You Love too Much by Stephen Arterburn (Regal, 1991) ISBN 978-0-8307-3623-2
- Facing Love Addiction: Giving Yourself the Power to Change the Way You Love by Pia Mellody. (HarperOne, 1992) ISBN 978-0-06-250604-7
- The Betrayal Bond: Breaking Free of Exploitive Relationships by Patrick Carnes, PhD. (HCI, 1997) ISBN 978-1-55874-526-1
- Confusing Love with Obsession: When Being in Love Means Being in Control by John D Moore. (Hazelden, 2006) ISBN 978-1-59285-356-4
- Surviving Withdrawal: The Breakup Workbook for Love Addicts by Jim Hall, MS (Health C., 2011) ISBN 978-1-4675-7312-2
- Love Addict: Sex, Romance, and Other Dangerous Drugs by Ethlie Ann Vare. (HCI, 2011) ISBN 978-0-7573-1595-4
- Making Advances: A Comprehensive Guide for Treating Female Sex and Love Addictions (SASH, 2012) ISBN 978-0-9857472-0-6
- «Is It Love, or Is It Addiction» by Brenda Schaeffer. (Hazelden, 2009) ISBN 1592857337

статті
- Напружений любов'ю та записаний на лікування
- Стаття 2008 року: Любовна залежність — як її позбутися